# 하포엘 이로니 키르야트시모나 FC
하포엘 이로니 키르야트시모나 FC(히브리어: מועדון כדורגל הפועל עירוני קרית שמונה)는 키르야트시모나를 연고로 하는 이스라엘의 축구 클럽이다. 현재는 리갓 하알에 참가하고 있다.

## 성적
- 리갓 하알: 우승 1회 (2011–12)
- 리가 레우밋: 우승 2회 (2006–07, 2009–10)
- 토토컵 알(Toto Cup Al): 우승 2회 (2010–11, 2011–12)
- 토토컵 레우밋(Toto Cup Leumit): 우승 2회 (2006–07, 2009–10)

## 선수 명단

### 현역
참고: FIFA 자격 규정에 따라 소속된 국가대표팀 국기를 표시합니다. 선수는 복수의 FIFA 비회원국 국적을 가지고 있을 수 있습니다.
| 번호 | 포지션 | 국적     | 이름              |
| ---- | ------ | -------- | ----------------- |
| 5    | DF     | 이스라엘 | 아이드 합시       |
| 16   | FW     | 파나마   | 알프레도 스티븐스 |

| 번호 | 포지션 | 국적 | 이름 |
| ---- | ------ | ---- | ---- |

## 역대 감독
| 감독        | 임기        |
| ----------- | ----------- |
| 하임 실바스 | 2017 ~ 2018 |